# Ziemia Palmera
Ziemia Palmera (ang. Palmer Land) – południowa część Półwyspu Antarktycznego, położona na południe od linii łączącej przylądki Cape Jeremy i Cape Agassiz. Od południa graniczy z Ziemią Ellswortha, a od północy z Ziemią Grahama.

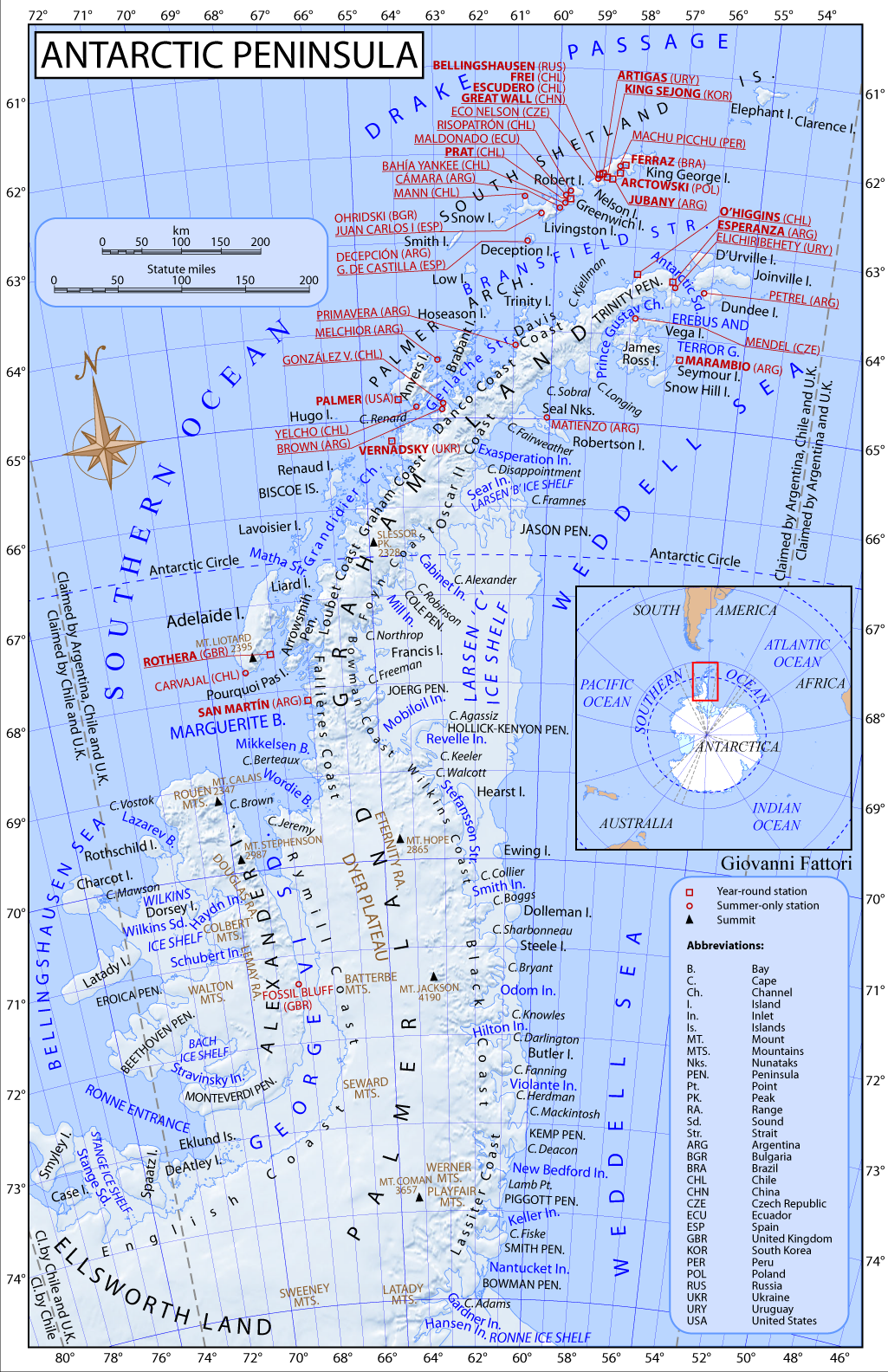
Mapa Półwyspu Antarktycznego – Ziemia Palmera w południowej części

## Nazwa
Wcześniej nazwy „Półwysep Palmera” używali Amerykanie wobec całego Półwyspu Antarktycznego, podczas gdy Brytyjczycy używali nazwy „Ziemia Grahama”. Zgodnie z porozumieniem amerykańskiej i brytyjskiej komisji ds. nazw geograficznych Antarktyki z 1964 roku nazwie „Ziemia Palmera” nadano obecne znaczenie . Nazwa ta została nadana na cześć amerykańskiego poławiacza fok Nathaniela Palmera (1799–1877), który dotarł do wybrzeży Półwyspu Antarktycznego w 1820 roku .

## Geografia
Ziemia Palmera to południowa część Półwyspu Antarktycznego w Antarktydzie Zachodniej . Rozciąga się na południe od linii łączącej przylądki Cape Jeremy (69°24′S 68°51′W/-69,400000 -68,850000) – na styku Fallières Coast i Rymill Coast  i Cape Agassiz (68°29′S 62°56′W/-68,483333 -62,933333) – na styku Wybrzeża Bowmana i Wybrzeża Wilkinsa . Południową granicę Ziemi Palmera wyznacza linia łącząca Rydberg Peninsula (73°S 80°W/-73,000000 -80,000000) z Evans Ice Stream (76°34′S 75°00′W/-76,566667 -75,000000) . Ziemia Palmera leży ok. 640 km na wschód od Wyspy Piotra I na Morzu Bellingshausena .
Jest bardziej górzystą częścią Półwyspu Antarktycznego, pokrytą grubymi lodowcami . Znajdują się tu m.in. Latady Mountains, Seward Mountains i Sweeney Mountains. Występują tu złoża rud żelaza i srebra , a także magnetyt, hematyt, limonit, chalkopiryt, piryt, azuryt i złoto .
U zachodniego wybrzeża Ziemi Palmera – Wybrzeża Englisha – leżą m.in. Wyspa Aleksandra (największa wyspa Antarktyki), Smyley Island i Spaatz Island. Wschodnie wybrzeża Ziemi Palmera tworzą: Wybrzeże Wilkinsa (przylega do niego południowa część Lodowca Szelfowego Larsena), Black Coast, Wybrzeże Lassitera, Orville Coast i Zumberge Coast. Do wybrzeży Orville Coast i Zumberge Coast przylega Lodowiec Szelfowy Ronne, a do Zumberge Coast także Lodowiec Szelfowy Filchnera.
Wzdłuż wschodniego wybrzeża rozsiane są niewielkie zatoczki, m.in. Hilton Inlet, Violante Inlet i New Bedford Inlet.

## Historia
20 grudnia 1928 roku, podczas pierwszego długodystansowego lotu nad Antarktydą, George Hubert Wilkins (1888–1958) odkrył Wybrzeże Bowmana i Wybrzeże Wilkinsa. 30 grudnia 1940 roku, podczas lotów ze Stonington Island, Richard Black odkrył Wybrzeże Lassitera i Black Coast. 21 listopada 1947 roku amerykański polarnik pochodzenia norweskiego Finn Ronne (1899–1980) odkrył podczas lotu Orville Coast.